# Pawieł Korniłow
Pawieł Dienisowicz Korniłow, ros. Павел Денисович Корнилов, ukr. Павло Денисович Корнілов, Pawło Denysowicz Korniłow (ur. 29 maja?/11 czerwca 1912 we wsi Amur Jekaterynosławskiej guberni, zm. 22 czerwca 1946 w Moskwie) – rosyjski piłkarz pochodzenia ukraińskiego, grający na pozycji napastnika.

## Kariera piłkarska

### Kariera klubowa
W 1929 rozpoczął karierę piłkarską w drużynie zakładu im. Woroszyłowa. Od 1932 bronił barw Dynama Dniepropetrowsk. Na początku 1937 został piłkarzem Dynama Odessa, ale już w sierpniu powrócił do Dynama Dniepropetrowsk. Na początku 1938 przeszedł do Dynama Kijów, w którym występował do sierpnia 1938, a potem bronił barw Spartaka Moskwa. W okresie wojennym również występował w zespole Zenit Moskwa. W 1945 powrócił do Odessy, gdzie grał w Charczowyku Odessa. W 1946 przeniósł się do Piszczewika Moskwa. 22 czerwca 1946 zmarł w wyniku doznanej kontuzji głowy poza boiskiem.

### Kariera reprezentacyjna
Bronił barw reprezentacji Dniepropetrowska (1933-1936), Kijowa (1938), Moskwy (1939-1940) i Ukraińskiej SRR (1934).

## Kariera trenerska
W latach 1943–1944 prowadził Dzierżyniec Niżny Tagił.

## Sukcesy i odznaczenia

### Sukcesy klubowe
- mistrz ZSRR: 1938, 1939
- brązowy medalista Mistrzostw ZSRR: 1940
- zdobywca Pucharu ZSRR: 1939

### Sukcesy indywidualne
- wybrany do listy 55 najlepszych piłkarzy ZSRR: Nr 3 (1938)